# بسكو مصر
بسكو مصر واحدة من الشركات الرائدة في مجال المخبوزات في مصر، فعمرها يزيد عن خمسين عاماً، ويعمل بها 3 آلاف و300 عامل وتمتلك ثلاثة مصانع ولديها تاريخ عريق في السوق المصرية يرجع إلى عام 1957.
تعد الشركة المصرية للأغذية «بسكو مصر» مقيدة بالبورصة منذ عام 1997، وكانت الشركة القابضة للصناعات الغذائية قد تخارجت منها على عدة مراحل في عام 1997 ثم 2005، كما قام اتحاد العاملين المساهمين ببيع حصته بالبورصة، وبالتالى فإن الشركة أصبحت تدرج تحت مظلة القطاع الخاص، ويتوزع هيكل ملكية بسكو مصر بواقع 18.06% للصندوق المصرى للاستثمار، 18.06% للصندوق المصرى للاستثمار المباشر، 10.61% للبنك التجارى الدولى، 10.39% لشركة المتحدة للمطاحن، 9.84% للصندوق المصرى العالمى، 6.9% لبنك مصر، 6.79% لمؤسسة كرنك للاستثمار، 5.76% لشركة «مون كابيتال للإدارة»، 5.10% لهيئة الأوقاف المصرية، 3.84 % لمصر للتأمين، 3.17% لمصر لتأمينات الحياة، 1.5 % لشركة الدلتا.
وتم عرض الشركة للمزاد واحتدم الصراع بين الجانبين الأمريكى والإماراتى، بعد توالي مراحل المزايدة بينهما ودخول الصفقة في منعطف جديد لتتخطي حاجز المليار جنيه بنسبة ارتفاع 21.6% عن أول عرض مقدم، وبدأت حرب الأسعار حينما أعلنت أبراج كابيتال عن عرض شراء أسهم بسكو مصر مقابل 73.91 جنيه للسهم في 18 نوفمبر الماضي لتلاحقها كلوجز بطلب شراء في 20 نوفمبر بسعر 79 جنيهًا للسهم ثم تطلب أبراج تعديل سعرها إلى 79.10 جنيه.
لكن الهيئة العامة للرقابة المالية قالت في بيان إن السعر الجديد لابد أن يكون أعلى 2% على الأقل عن آخر عرض منافس مقدم وهو ما فعلته أبراج بتقديم سعر جديد عند 80.58 جنيه، تبعتها «كيلوج» برفع سعر السهم إلى 82.2 جنيه.
واحتدم الصراع بين الجانبين الأمريكى والإماراتى، بعد توالي مراحل المزايدة بينهما ودخول الصفقة في منعطف جديد لتتخطي حواحتدم الصراع بين الجانبين الأمريكى والإماراتى، بعد توالي مراحل المزايدة بينهما ودخول الصفقة في منعطف جديد لتتخطي حاجز المليار جنيه بنسبة ارتفاع 21.6% عن أول عرض مقدم.
.
وبدأت حرب الأسعار حينما أعلنت أبراج كابيتال عن عرض شراء أسهم بسكو مصر مقابل 73.91 جنيه للسهم في 18 نوفمبر الماضي لتلاحقها كلوجز بطلب شراء في 20 نوفمبر بسعر 79 جنيهًا للسهم ثم تطلب أبراج تعديل سعرها إلى 79.10 جنيه.
وكان آخر عرض شراء تقّدمت به «أبراج»، من خلال أحد صناديقها الاستثمارية، للاستحواذ على الشركة يوم 24 ديسمبر 2014، عندما رفعت السعر الم عروض لشراء السهم الواحد إلى 88.09 جنيه، أي بسعر شراء إجمالى يصل إلى 1,013 مليون جنيه. وبلغ عرض «كيلوجز الأمريكية» للاستحواذ على «بسكو مصر» 89.86 جنيه للسهم بزيادة 2.009%، على عرض أبراج الإمارتية
وكشفت نتائج أعمال «بسكو مصر» خلال الشهور التسعة الأولي من العام الجاري عن تحقيق صافي ربح بنحو 37.4 مليون جنيه مقابل 44.5 مليون جنيه خلال الفترة ذاتها من العام الماضي، بتراجع قدره 16% .
ويبلغ رأسمال «بسكو مصر» المصدر والمدفوع 92 مليون جنيه، موزعًا على عدد 11.5 مليون سهم بقيمة أسمية تبلغ 8 جنيهات للسهم الواحد، فيما تبلغ قيمتها السوقية في البورصة أكثر من 918 مليون جنيه.(٢)
(٢)بوابة الأهرام يناير ٢٠٢١كتبت المقالة بواسطة علاء أحمد _تحرير أسماء عبد الرحمن

## تاريخ الشركة
تأسست شركة بسكو مصر عام 1957 خلال برنامج تأميم الصناعة المصرية تحت اسم «الشركة المصرية للصناعات الغذائية» حيث كانت هي الشركة الرئيسية التي تعمل في مجال الحلويات والمخبوزات في ذلك الوقت. كان الهدف الأول وراء إنشاء الشركة هو امداد الجيش والمدارس الحكومية باحتياجاتهم من الأغذية السريعة. لكن في نفس الوقت كانت بسكو مصر هي الشركة الرئيسية التي تمد السوق المحلي باحتياجاته.
اتخذت بسكو مصر مظهراً جديداً بعد تغيير إدارة الشركة من القطاع العام إلى الخاص في ظل إحياء برنامج الخصخصة في عام 2005. ومنذ ذلك الحين شهدت الشركة ومعجبيها تغييراً شاملاً لاسم بسكو مصر. وفي إطار سياسات خصخصة القطاع العام عرضت الشركة للبيع عام 1999 حيث أصبح للمستثمر الخاص نصيبا في الشركة وإن لم يكن له دورا فعالاً في إدارتها، لكن بمرور ست سنوات وبالتحديد في 16 يناير 2005 كانت بسكو مصر قد أصبحت ملكية خاصة بالكامل.
وفي يوم الإثنين الموافق 12 يناير 2015 أعلنت شركة كلوقز الأمريكية (المدرجة في بورصة نيويورك) استحواذها على نسبة 85.93% أي ما يعادل 9.8 مليون سهم من أسهم شركة بسكو مصر، على أساس عدد الأسهم المعروضة للشركة، من خلال البورصة المصرية، اعتبارا من انتهاء عرض الشراء الإجباري. وبدأت عملية عرض الشراء الإجباري للشركة في مصر قبل ثلاثة أشهر وانتهت في 11 يناير 2015، وتقدمت كيللوج بعرض نهائي بلغ 89.86 جنيه مصري للسهم.

## استحواذ مجموعة هائل سعيد
أعلنت مجموعة هائل سعيد أنعم وشركاه (HSA Group) و شركة كيلانوفا، المساهم الرئيسي في الشركة المصرية للأغذية – بيسكو-مصر، اليوم إنها وقعت اتفاقية بيع وشراء أسهم، لبيع أسهم شركة كيلانوفا في الشركة المصرية للأغذية (بسكو مصر) إلى مجموعة هائل سعيد أنعم وشركاه مطلع سبتمبر 2024.

## وصلات خارجية
- الموقع الرسمي